# 러브 러브 (1991년 영화)
"러브 러브"(Han Hee-jak's Love Stories)는 한국에서 제작된 김정진 감독의 1991년 드라마 영화이다. 강리나 등이 주연으로 출연하였고 윤석태 등이 제작에 참여하였다.

## 출연

### 주연
- 강리나

### 조연
- 전영민
- 김부선
- 한정국
- 김덕경

## 기타
- 원작자: 한희작
- 제작부장: 박경식
- 촬영부: 강창배
- 촬영부: 이수
- 촬영부: 곽일균
- 조명: 박진수
- 조명부: 박순남
- 조명부: 허주호
- 조명부: 조성일
- 조명부: 최홍재
- 조명부: 조기현
- 스크립터: 김은주
- 조감독: 한지승
- 조감독: 강진수
- 조감독: 변성일
- 미술: 원기주
- 소품: 이태우
- 분장: 김선진
- 의상: 송혜림
- 네가편집: 이성우
- 애니메이션: 주기만
- 애니메이션: 김종학
- 사운드효과: 양대호
- 음향부문: 김경일
- 운송: 이경형
- 음악부문: 송주연
- 음악부문: 이현주
- 디자인: 윤호섭
- 장치: 조현석
- 장치: 원명주
- 장치: 고석환
- 장치: 박성재
- 장치: 조창휘